# 阿帕雷西達聖母城 (塞爾希培州)
10°26′34″S 37°29′20″W / 10.44278°S 37.48889°W
阿帕雷西達聖母城（葡萄牙語：Nossa Senhora Aparecida），是巴西的城鎮，位於該國東北部，由塞爾希培州負責管轄，始建於1963年12月26日，面積340平方公里，海拔高度248米，2010年人口8,510，人口密度每平方公里25人。